# Калазетта
Калазетта (итал. Calasetta) — коммуна в Италии, располагается в регионе Сардиния, подчиняется административному центру Южная Сардиния.
Население составляет 2 857 человек, плотность населения составляет 91,98  чел./км². Занимает площадь 31,06 км². Почтовый индекс — 9011. Телефонный код — 0781.
Покровителем населённого пункта считается святой Маврикий. Праздник ежегодно празднуется 22 сентября.